# Calliostoma benedicti
Calliostoma benedicti là một loài ốc biển, là động vật thân mềm chân bụng sống ở biển thuộc họ Calliostomatidae.

## Miêu tả
Độ dài vỏ lớn nhất ghi nhận được là 18 mm.

## Môi trường sống
Độ sâu nhỏ nhất ghi nhận được là 366 m. Độ sâu lớn nhất ghi nhận được là 366 m.